# ماکسیم بورتنیک
ماکسیم بورتنیک (انگلیسی: Maksim Bortnik؛ زادهٔ ۳ ژوئیهٔ ۱۹۸۷) کارگردان فیلم، و کارگردان تلویزیونی اهل اوکراین است.